# Eryngium vesiculosum
Eryngium vesiculosum là một loài thực vật có hoa trong họ Hoa tán. Loài này được Labill. mô tả khoa học đầu tiên năm 1805.